# Hornád
Hornád (in slovacco; in ungherese: Hernád) è un fiume dell'Europa centrale, affluente di sinistra del Sajó, che attraversa la Slovacchia orientale e dell'Ungheria nord-orientale.
La sorgente dell'Hornád si trova nei Bassi Tatra, a sud-est di Poprad, precisamente sul Kráľova hoľa. Il fiume scorre attraverso le regioni slovacche di Spiš e Abov, e nella contea ungherese di Borsod-Abaúj-Zemplén. La lunghezza è di 286 km, dei quali 193 situati in territorio slovacco.
Le principali città che sorgono lungo il corso del fiume sono Spišská Nová Ves e Košice, entrambe in Slovacchia. L'Hornád si immette nel Sajó a sud-est di Miskolc.